# Kim Jee-woon
Kim Jee-woon (Hangul: 김지운; ur. 6 lipca 1964 w Seulu) – południowokoreański reżyser filmowy i scenarzysta. Kim Jee-woon jest jednym z najbardziej rozpoznawalnych koreańskich reżyserów, ma na swoim koncie szerokie spektrum gatunków filmowych, uznanie wśród zwolenników kina azjatyckiego zdobył dzięki nowatorskiemu podejściu do kina gatunkowego.
W 1998 roku Kim wyreżyserował swój pierwszy pełnometrażowy film Spokojna rodzinka.

## Filmografia
Filmy pełnometrażowe
| Rok  | Tytuł                      | Reżyser | Scenarzysta |
| ---- | -------------------------- | ------- | ----------- |
| 1998 | Spokojna rodzinka          | Tak     | Tak         |
| 2000 | The Foul King              | Tak     | Tak         |
| 2003 | Opowieść o dwóch siostrach | Tak     | Tak         |
| 2005 | Słodko-gorzkie życie       | Tak     | Tak         |
| 2008 | Dobry, zły i zakręcony     | Tak     | Tak         |
| 2010 | Ujrzałem diabła            | Tak     | Nie         |
| 2013 | Likwidator                 | Tak     | Nie         |
| 2016 | Gra cieni                  | Tak     | Nie         |
| 2018 | Illang: Wilcza brygada     | Tak     | Nie         |
| 2023 | Pajęczyna (Geomijip)       | Tak     | Nie         |

Filmy krótkometrażowe
| Rok  | Tytuł                                                    | Reżyser | Scenarzysta |
| ---- | -------------------------------------------------------- | ------- | ----------- |
| 2002 | Coming Out                                               | Tak     | Tak         |
| 2002 | Trzy (Segment: "Memories")                               | Tak     | Tak         |
| 2011 | 60 Seconds of Solitude in Year Zero (Segment)            | Tak     | Tak         |
| 2012 | Inryu myeongmang bogoseo (Segment: "Chunsangui Pijomul") | Tak     | Tak         |
| 2013 | Sarang-ui gawibawibo                                     | Tak     | Tak         |
| 2013 | The X                                                    | Tak     | Tak         |

## Nagrody i nominacje
| Rok  | Ceremonia                   | Nagroda           | Tytuł     | Wynik     |
| ---- | --------------------------- | ----------------- | --------- | --------- |
| 2016 | 37. Blue Dragon Film Awards | Najlepszy reżyser | Gra cieni | Nominacja |
| 2016 | 53. Grand Bell Awards       | Najlepszy reżyser | Gra cieni | Nominacja |
| 2017 | 53. Baeksang Arts Awards    | Najlepszy reżyser | Gra cieni | Wygrana   |